# Graafschap Tripoli

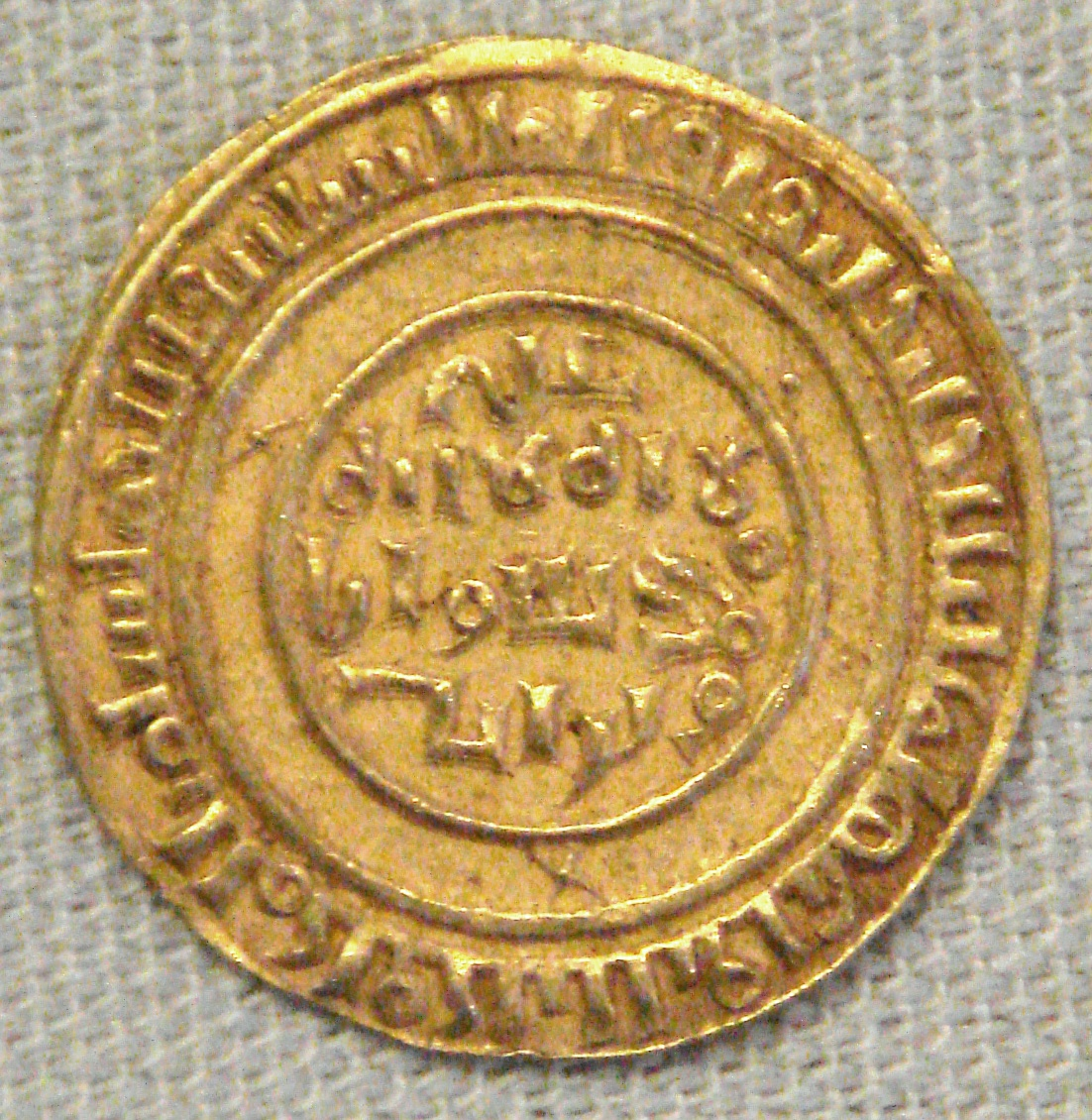
Gouden kruisvaardersmunt uit Tripoli, ca. 1230, naar Arabisch voorbeeld

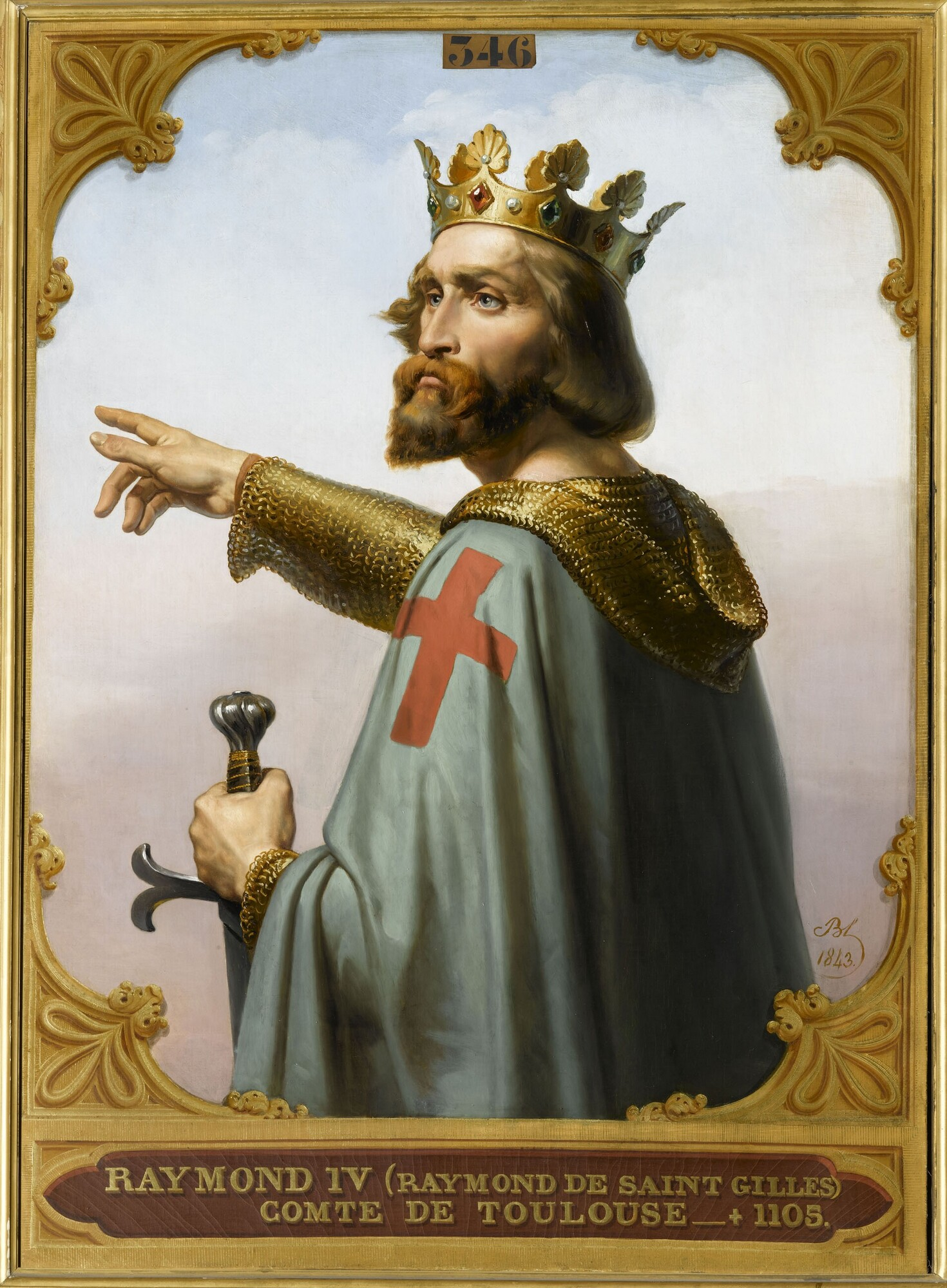
Raymond IV van Toulouse, een fantasieportret uit 1840

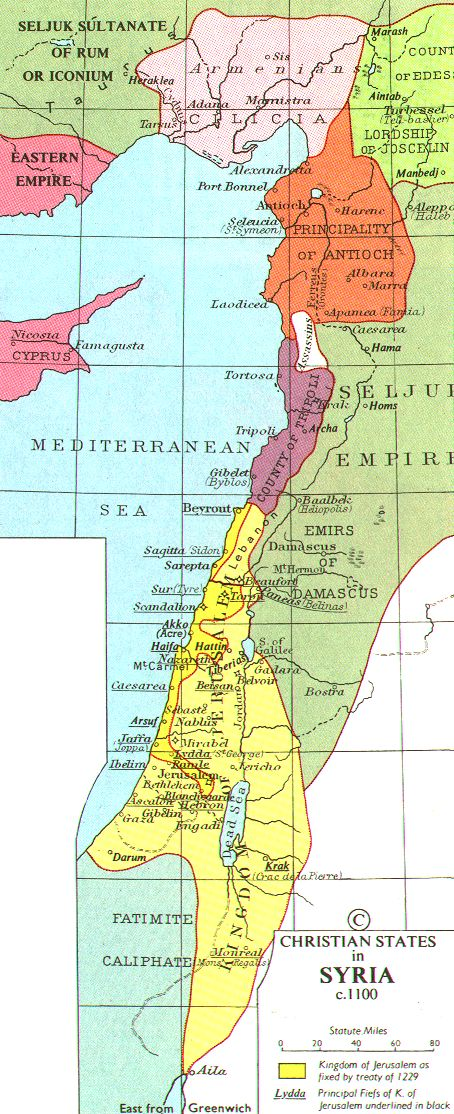
Kaart van de kruisvaartstaten met in het midden Tripoli (paars)

Het graafschap Tripoli was een kruisvaardersstaat tijdens de middeleeuwen in het gebied dat tegenwoordig Libanon heet. Enkele bekende steden maakten deel uit van deze staat, zoals Safita, Tartous en Tripoli. De kruisvaardersstaat werd veroverd en gecreëerd door de christelijke strijdkrachten in 1109. Officieel stond het graafschap onder leiding van Bertrand van Toulouse als vazal van Boudewijn I, koning van Jeruzalem. In de 13e eeuw werd het graafschap een provincie van het vorstendom Antiochië. Halverwege 1250-1260 sloot Bohemund VI een bondgenootschap met de Mongoolse leiders, en schonk daarbij soldaten voor hun leger. De sultan Qalawun van de mammelukken antwoordde met een aanval op Tripoli en Antiochië, waarna de voormalige kruisvaardersstaten opgingen in de moslimwereld. De Val van Tripoli, waarbij de gehele christelijke bevolking werd uitgemoord, vond plaats op 28 april 1289.

## Geschiedenis
In 1102 werd het graafschap gesticht door Raymond van Toulouse, die al in 1099 zonder problemen door Tripoli was getrokken. De emirs van Tripoli waren echter niet ingenomen met de plannen van Raymond om er een christenstaat van te maken. Zij riepen de bevolking op tot verzet, wat uitmondde in het vijf jaar durende Beleg van Tripoli. Raymond zou het einde daarvan niet meemaken: hij overleed in 1105.

### Ontstaan van het graafschap
Het ontstaan van de graafschap Tripoli was te danken aan de inspanningen van Raymond IV van Toulouse. Hoewel hij de rijkste en een van de machtigste kruisvaarderleiders was, had Raymond het nog niet voor elkaar gekregen om enig grondbezit te creëren in de nasleep van de Eerste Kruistocht. Er waren al diverse westerse edelen geïnstalleerd in Edessa, Jeruzalem en Antiochië. Raymond had daarentegen maar weinig succes in het verkrijgen van land van het Byzantijnse Rijk, waaraan hij een eed van bondgenootschap had afgelegd. Wanhopig voor enig bezit in het heilige land besloot hij de stad Tripoli in te nemen. In 1103 trof hij voorbereidingen voor een aanval op de rijkgevulde havenstad, begeleid door veteranen van de mini-kruisvaart van 1101.
Eerst begon Raymond aan de bouw van een groot kasteel, gelegen op een klif bij de Pelgrimsberg, een paar kilometer van Tripoli vandaan. Het fort staat nog steeds lokaal bekend als Qal'at Sanjil ('kasteel van Sint Gilles'). De burcht was in christenhanden tussen 1103 en 1289, langer dan enige andere in het koninkrijk Jeruzalem. Met het bezit van een machtig fort en de aankomst van frisse soldaten kon het beleg van de stad lang duren. De belangrijkste componenten van de christelijke strijders bleven wel intact, maar dit gold ook voor de tegenstander die de stadspoort geblokkeerd hielden. De oplossing moest komen uit een strategische link tussen de Franse troepen in het zuiden en de Noormannen in het noorden.
Raymonds neef en bondgenoot op kruisvaart, graaf Willem II van Cerdagne had de leiding over het beleg van de stad, maar de ontwikkelingen werden al gauw ingewikkeld. Raymonds zoon Bertrand had Toulouse verlaten. Nadat hij er tien jaar lang regent geweest was, kwam hij aan in het Heilig Land met een klein leger en een grote Genuese vloot. Ruzie was het gevolg (Raymond had blijkbaar Willem als zijn vervangend regent aangewezen), en dit christenconflict dreigde het beleg in gevaar te brengen. Koning Boudewijn riep een raad bijeen om de kwestie rond Bertrand en Willem op te lossen. Er werd besloten dat Willem het noordelijk deel mocht houden als vazal van Tancred van Galilea, en Bertrand het zuidelijke deel als vazal van koning Boudewijn. Na deze oplossing maakte de koning zijn leger klaar voor een frontale aanval. Onmachtig om tegenstand te bieden tegen de christenen en de gecombineerde strijdkrachten van het Koninkrijk, gaf de stad Tripoli zich over op 12 juli 1109.
De laatste kruisvaardersstaat had nu bestaansrecht en het koninkrijk Jeruzalem had nu ook controle over de gehele oostkust van de Middellandse Zee. De belofte die gedaan was bij het concilie werd nietig verklaard toen Willem overleed door een pijl, vermoedelijk een moord. Daarna werd Bertrand graaf van heel Tripoli, waarmee hij de droom van zijn vader Raymond na tien jaar waarmaakte.

## Structuur en de veredeling van macht

### De bezittingen van de graaf en vazallen
Het graafschap reikte van Maraclea (noord) tot aan Beiroet in het zuiden. Op het hoogtepunt van de macht in Tripoli, reikte zijn leiderschap tot in het fort Krak des Chevaliers. Het graafschap werd verdeeld in diverse baronieën, die meestal gesitueerd waren aan de kust. Een kwart van het land werd geschonken aan de Genuezen, als dank voor hun diensten tijdens het beleg.
De haven van Jubail werd geschonken aan de Genuese admiraal Guglielmo Embriaco, wiens afstammelingen vazallen bleven van de graven van Tripoli tot in de 13e eeuw.

### Militaire orde
Gedurende 1137 werden er diverse huurlingen (zoals de Assassijnen) steeds meer actief in Tripoli. Onverwachte aanslagen namen plaats en deze huurmoordenaars verscholen zich steeds meer in het Noisairi gebergte. De graaf gaf de hospitaalridders landerijen in zijn staat, in ruil daarvoor controleerden zij de grenzen en was daarmee een extra slot op de deur. De Tempeliers kregen in 1150 ook wat land toegewezen.

## Domeinen en bezittingen
- Tortosa-Maraclea
- La Colée
- Fontaines
- Toklé
- Safita en Chastel Blanc
- Chastel Rouge
- Terra Galifa
- Krak des Chevaliers
- Gibelcar
- Raisagium Montanée
- Buissera
- Moinetre
- Gibelet
- Botoron of Botroun
- Le Puy
- Nephin
- Calmont

## Graven van Tripoli, 1102-1289
- Raymond IV van Toulouse (1102-1105)
- Alfons Jordaan (1105-1109)
- Willem Jordaan, regent (1105-1109)
- Bertrand van Toulouse (1109-1112)
- Pons van Tripoli (1112-1137)
- Raymond II van Tripoli (1137-1152)
- Raymond III van Tripoli (1152-1187)
- Raymond IV van Tripoli (1187-1189)
- Bohemund IV van Tripoli (1189-1233, tevens vorst van Antiochië (1201-1216 en 1219-1233)
- Bohemund V van Tripoli (1233-1252, tevens vorst van Antiochië)
- Bohemund VII van Tripoli (1252-1275, tevens vorst van Antiochië (1252-1268)
- Bohemund VII van Tripoli (1275-1287)
- Lucia van Tripoli (1287-1289)